# Weifang
Weifang (kinesisk skrift: 潍坊, pinyin: Wéifāng) er en by på præfekturniveau i provinsen Shandong ved Kinas kyst til det Gule Hav. Præfekturet har et areal på 15,770 km², og en befolkning på 8.580.000 mennesker (2007).

## Administrative enheder
Weifang består af fire bydistrikter, to amter og seks byamter:
- Bydistriktet Weicheng (潍城区), 290 km², 370.000 indbyggere, lokalregeringens sæde;
- Bydistriktet Hanting (寒亭区), 786 km², 350.000 indbyggere;
- Bydistriktet Fangzi (坊子区), 336 km², 240.000 indbyggere;
- Bydistriktet Kuiwen (奎文区), 189 km², 460.000 indbyggere;
- Amtet Linqu (临朐县), 1.833 km², 860.000 indbyggere;
- Amtet Changle (昌乐县), 1.101 km², 600.000 indbyggere;
- Byamtet  Anqiu (安丘市), 1.929 km², 1,1 mill. indbyggere;
- Byamtet Changyi (昌邑市), 1.810 km², 680.000 indbyggere;
- Byamtet Gaomi (高密市), 1.603 km², 850.000 indbyggere;
- Byamtet Qingzhou (青州市), 1.569 km², 900.000 indbyggere;
- Byamtet Zhucheng (诸城市), 2.183 km², 1,06 mill. indbyggere;
- Byamtet Shouguang (寿光市), 2.200 km², 1,06 mill. indbyggere.

## Historie
Weifang havde bosættelser allerede 5.000 år før Kristus. Under Xia- og Shang-dynastierne havde lokale konger området som len. Under "Vår- og høst-perioden" (770-476 f.Kr.) og "Krigerstaternes periode" (475-221 f.Kr.) var Weifang del af staterne Qi og Lu. Qingzhou i Weifang var også en by af stor militærhistorisk betydning. 
Denne lange historie har sat sine spor i Weifang: Ruiner, ældgammel arkitektur, og  gamle statuer. 
Efter Qing-dynastiets Qianlong-år har Weifang været regnet som et nordlig modstykke til Suzhou hvad gælder håndværkerkunst og brugskunst.

## Drager
Weifang er kendt for håndlavede og maskinelt producerede drager, og er  Kinas største producent af drager. Hvert år arrangeres der en international dragefestival.

## Trafik

### Jernbane
Jiaojibanen, en jernbanestrækning som løber i vest-østlig retning  i Shandong mellem Jinan og Qingdao, har stoppested i Weifang. 
Qingdao-Taiyuan højhastighedstog standser her på sin rute fra Qingdao til Taiyuan.

### Vej
Kinas rigsvej 206 løber fra kystbyen Yantai til kystbyen Shantou i provinsen Guangdong. Den løber gennem provinserne Shandong, Jiangsu, Anhui, Jiangxi og til slut Guangdong.
Kinas rigsvej 308 løber gennem området. Den begynder i Qingdao i Shandong og fører via Jinan til  Shijiazhuang i Hebei.

## Myndigheder
Den lokale leder i Kinas kommunistiske parti er Du Changwen. Borgmester er Liu Shuguang, pr. 2021.
36°43′N 119°6′Ø / 36.717°N 119.100°Ø